# Chrétien-Louis-Joseph de Guignes
Chrétien-Louis-Joseph de Guignes (* 20. August 1759 in Paris; † 9. März 1845) war ein französischer Diplomat und Sinologe.

## Leben
Chrétien-Louis-Joseph de Guignes war der Sohn des Sinologen Joseph de Guignes, von dem er die chinesische Sprache erlernte. 1794–95 reiste er mit dem niederländischen Geschäftsmann Isaac Titsingh nach China und amtierte in der Verbotenen Stadt in Peking am Hof des Kaisers Qianlong als Dolmetscher. Dies war die letzte europäische Gesandtschaft, welche den Alten Sommerpalast zu Gesicht bekam, bevor dieser 1860 in einer Strafexpedition im Zweiten Opiumkrieg von europäischen Truppen zerstört wurde. 1808 veröffentlichte de Guignes den Bericht über seine Chinareise unter dem Titel Voyage a Pékin, Manille et l’Île de France. Im selben Jahr erhielt er von Napoleon den Auftrag, ein chinesisch-französisch-lateinisches Wörterbuch herauszugeben. Es erschien 1813 als Dictionnaire Chinois, Français et Latin, doch stellte sich bald heraus, dass es sich dabei um eine Kopie eines älteren Werks des italienischen Missionars Basile de Glemona handelte. Trotz der Kritik durch Jean-Pierre Abel-Rémusat wurde de Guignes zum Mitglied der Académie des sciences (Abteilung Geographie und Schifffahrt) und der Académie des Inscriptions et Belles-Lettres ernannt.

## Werke
- Voyages à Péking, Manille et l’île de France faits dans l’intervalle des années 1784 à 1801. Imprimerie impériale, Paris 1808.
- Dictionnaire Chinois, Français et Latin. Imprimerie Impériale, Paris 1813.